# Акулинівка
Акули́нівка (в минулому — Бородавка) — село у складі Балтської міської громади у Подільському районі, Одеська область. Раніше було підпорядковано Білинській сільській раді. Знаходиться на південь від села Відрада.

## Історія
7 (20) листопада 1917 року, відповідно до Третього Універсалу Української Центральної Ради, увійшло до складу Української Народної Республіки.
На 1946 рік с. Калинівка (Бородавка) перейменоване на с. Акулинівка.
12 червня 2020 року, відповідно до Розпорядження Кабінету Міністрів України від № 724-р «Про визначення адміністративних центрів та затвердження територій територіальних громад Одеської області», увійшло до складу Балтської міської територіальної громади.
19 липня 2020 року, в результаті адміністративно-територіальної реформи і ліквідації Балтського району, село увійшло до складу новоутвореного Подільського району.

## Населення
Згідно з переписом 1989 року населення села становило 102 особи, з яких 41 чоловік та 61 жінка.
За переписом населення 2001 року в селі мешкали 83 особи.

### Мова
Розподіл населення за рідною мовою за даними перепису 2001 року:
| Мова       | Відсоток |
| ---------- | -------- |
| українська | 95,18 %  |
| російська  | 4,82 %   |